# Porsche Supercup – Grand Prix Monako 2015
Grand Prix Monako 2015 – druga eliminacja 23. sezonu Porsche Supercup w sezonie 2015, która odbyła się w dniach 22–24 maja 2015 roku na torze Circuit de Monaco w Monako.

## Lista startowa
| Nr | Kierowca             | Zespół                         | Samochód            | Silnik                                  | Opony |
| -- | -------------------- | ------------------------------ | ------------------- | --------------------------------------- | ----- |
| 1  | Kuba Giermaziak      | Verva Lechner Racing Team      | Porsche 911 GT3 Cup | 6-cylindrowy, wolnossący, 3.8 l, 460 KM | M     |
| 2  | Connor De Phillippi  | Verva Lechner Racing Team      | Porsche 911 GT3 Cup | 6-cylindrowy, wolnossący, 3.8 l, 460 KM | M     |
| 3  | Michael Avenatti     | Verva Lechner Racing Team      | Porsche 911 GT3 Cup | 6-cylindrowy, wolnossący, 3.8 l, 460 KM | M     |
| 4  | Sven Müller          | Lechner Racing Middle East     | Porsche 911 GT3 Cup | 6-cylindrowy, wolnossący, 3.8 l, 460 KM | M     |
| 5  | Michael Ammermüller  | Lechner Racing Middle East     | Porsche 911 GT3 Cup | 6-cylindrowy, wolnossący, 3.8 l, 460 KM | M     |
| 6  | Philipp Frommenwiler | Fach Auto Tech                 | Porsche 911 GT3 Cup | 6-cylindrowy, wolnossący, 3.8 l, 460 KM | M     |
| 7  | Jaap van Lagen       | Fach Auto Tech                 | Porsche 911 GT3 Cup | 6-cylindrowy, wolnossący, 3.8 l, 460 KM | M     |
| 8  | Patrick Eisemann     | Förch Racing by Lukas MS       | Porsche 911 GT3 Cup | 6-cylindrowy, wolnossący, 3.8 l, 460 KM | M     |
| 9  | Chris Bauer          | Förch Racing by Lukas MS       | Porsche 911 GT3 Cup | 6-cylindrowy, wolnossący, 3.8 l, 460 KM | M     |
| 10 | Ben Barker           | MOMO Megatron Team PARTRAX     | Porsche 911 GT3 Cup | 6-cylindrowy, wolnossący, 3.8 l, 460 KM | M     |
| 11 | Sam Power            | MOMO Megatron Team PARTRAX     | Porsche 911 GT3 Cup | 6-cylindrowy, wolnossący, 3.8 l, 460 KM | M     |
| 12 | Cameron Twynham      | MOMO Megatron Team PARTRAX     | Porsche 911 GT3 Cup | 6-cylindrowy, wolnossący, 3.8 l, 460 KM | M     |
| 14 | Christian Engelhart  | MRS GT-Racing                  | Porsche 911 GT3 Cup | 6-cylindrowy, wolnossący, 3.8 l, 460 KM | M     |
| 15 | Richard Goddard      | MRS GT-Racing                  | Porsche 911 GT3 Cup | 6-cylindrowy, wolnossący, 3.8 l, 460 KM | M     |
| 16 | Matteo Cairoli       | Market Leader by Project 1     | Porsche 911 GT3 Cup | 6-cylindrowy, wolnossący, 3.8 l, 460 KM | M     |
| 17 | Philipp Eng          | Market Leader by Project 1     | Porsche 911 GT3 Cup | 6-cylindrowy, wolnossący, 3.8 l, 460 KM | M     |
| 18 | Jean Glorieux        | Speed Lover & Allure           | Porsche 911 GT3 Cup | 6-cylindrowy, wolnossący, 3.8 l, 460 KM | M     |
| 19 | Robert Lukas         | Förch Racing by Lukas MS       | Porsche 911 GT3 Cup | 6-cylindrowy, wolnossący, 3.8 l, 460 KM | M     |
| 20 | Pierre Piron         | Speed Lover & Allure           | Porsche 911 GT3 Cup | 6-cylindrowy, wolnossący, 3.8 l, 460 KM | M     |
| 21 | Glauco Solieri       | Martinet by Alméras            | Porsche 911 GT3 Cup | 6-cylindrowy, wolnossący, 3.8 l, 460 KM | M     |
| 22 | Côme Ledogar         | Martinet by Alméras            | Porsche 911 GT3 Cup | 6-cylindrowy, wolnossący, 3.8 l, 460 KM | M     |
| 23 | Alex Riberas         | The Heart of Racing by Lechner | Porsche 911 GT3 Cup | 6-cylindrowy, wolnossący, 3.8 l, 460 KM | M     |
| 24 | Jeffrey Schmidt      | The Heart of Racing by Lechner | Porsche 911 GT3 Cup | 6-cylindrowy, wolnossący, 3.8 l, 460 KM | M     |
| 25 | Carlos Rivas         | Speed Lover & Allure           | Porsche 911 GT3 Cup | 6-cylindrowy, wolnossący, 3.8 l, 460 KM | M     |
| 32 | Maximilian Werndl    | Verva Lechner Racing Team      | Porsche 911 GT3 Cup | 6-cylindrowy, wolnossący, 3.8 l, 460 KM | M     |
| 33 | Alexander Toril      | Market Leader by Project 1     | Porsche 911 GT3 Cup | 6-cylindrowy, wolnossący, 3.8 l, 460 KM | M     |
| 34 | Roger Grouwels       | Speed Lover & Allure           | Porsche 911 GT3 Cup | 6-cylindrowy, wolnossący, 3.8 l, 460 KM | M     |
| Nr | Kierowca             | Zespół                         | Samochód            | Silnik                                  | Opony |

## Wyniki

### Sesja treningowa
Źródło: racecam.de
| Poz. | Nr | Kierowca            | Zespół                          | Czas     | Strata    | Okr. |
| ---- | -- | ------------------- | ------------------------------- | -------- | --------- | ---- |
| 1.   | 17 | Philipp Eng         | Market Leader Team by Project 1 | 1:37,324 | –         | 20   |
| 2.   | 5  | Jaap van Lagen      | Fach Auto Tech                  | 1:37,400 | +0:00,076 | 25   |
| 3.   | 1  | Connor De Phillippi | Verva Lechner Racing Team       | 1:37,594 | +0:00,270 | 16   |

### Kwalifikacje
Źródło: racecam.de, porsche.com.
| Poz. | Nr | Kierowca             | Zespół                           | Czas     | Strata    | Okr. |
| ---- | -- | -------------------- | -------------------------------- | -------- | --------- | ---- |
| 1.   | 7  | Jaap van Lagen       | Fach Auto Tech                   | 1:35,691 | –         | 12   |
| 2.   | 17 | Philipp Eng          | Market Leader Team by Project 1  | 1:35,788 | +0:00,097 | 16   |
| 3.   | 14 | Christian Engelhart  | MRS GT-Racing                    | 1:35,928 | +0:00,237 | 16   |
| 4.   | 10 | Ben Barker           | MOMO Megatron Team PARTRAX       | 1:35,949 | +0:00,258 | 15   |
| 5.   | 5  | Michael Ammermüller  | Lechner Racing Middle East       | 1:36,096 | +0:00,405 | 18   |
| 6.   | 23 | Alex Riberas         | The Heart of Racing by Lechner   | 1:36,204 | +0:00,513 | 16   |
| 7.   | 16 | Matteo Cairoli       | Market Leader Team by Project 1  | 1:36,355 | +0:00,664 | 16   |
| 8.   | 2  | Connor De Phillippi  | Verva Lechner Racing Team        | 1:36,635 | +0:00,944 | 6    |
| 9.   | 4  | Sven Müller          | Lechner Racing Middle East       | 1:36,661 | +0:00,970 | 5    |
| 10.  | 9  | Robert Lukas         | Förch Racing by Lukas Motorsport | 1:36,726 | +0:01,035 | 15   |
| 11.  | 1  | Kuba Giermaziak      | Verva Lechner Racing Team        | 1:36,876 | +0:01,185 | 16   |
| 12.  | 6  | Philipp Frommenwiler | Fach Auto Tech                   | 1:36,892 | +0:01,201 | 15   |
| 13.  | 24 | Jeffrey Schmidt      | The Heart of Racing by Lechner   | 1:37,148 | +0:01,457 | 17   |
| 14.  | 11 | Sam Power            | MOMO Megatron Team PARTRAX       | 1:37,270 | +0:01,579 | 15   |
| 15.  | 22 | Côme Ledogar         | Martinet by Alméras              | 1:37,415 | +0:01,724 | 9    |
| 16.  | 15 | Richard Goddard      | MRS GT-Racing                    | 1:37,798 | +0:02,107 | 17   |
| 17.  | 33 | Alexander Toril      | Market Leader Team by Project 1  | 1:37,813 | +0:02,122 | 16   |
| 18.  | 9  | Chris Bauer          | Förch Racing by Lukas Motorsport | 1:37,916 | +0:02,225 | 17   |
| 19.  | 12 | Cameron Twynham      | MOMO Megatron Team PARTRAX       | 1:38,669 | +0:02,978 | 15   |
| 20.  | 25 | Carlos Rivas         | Speed Lover & Allure             | 1:39,396 | +0:03,705 | 17   |
| 21.  | 8  | Patrick Eisemann     | Förch Racing by Lukas Motorsport | 1:39,556 | +0:03,865 | 17   |
| 22.  | 32 | Maximilian Werndl    | Team Project 1                   | 1:39,767 | +0:04,076 | 16   |
| 23.  | 20 | Pierre Piron         | Speed Lover & Allure             | 1:40,104 | +0:04,413 | 17   |
| 24.  | 21 | Glauco Solieri       | Martinet by Alméras              | 1:40,339 | +0:04,648 | 17   |
| 25.  | 18 | Jean Glorieux        | Speed Lover & Allure             | 1:40,773 | +0:05,082 | 16   |
| 26.  | 34 | Roger Grouwels       | Speed Lover & Allure             | 1:42,803 | +0:07,112 | 17   |
| 27.  | 3  | Michael Avenatti     | Verva Lechner Racing Team        | 1:45,850 | +0:10,159 | 15   |

### Wyścig
Źródło: racecam.de, porsche.com
| P                  | + / –     | Nr | Kierowca             | Konstruktor                      | Okr. | Czas / Strata | Komentarz |
| ------------------ | --------- | -- | -------------------- | -------------------------------- | ---- | ------------- | --------- |
| 1                  | Bez zmian | 7  | Jaap van Lagen       | Fach Auto Tech                   | 16   | 29m27,913     |           |
| 2                  | Bez zmian | 17 | Philipp Eng          | Market Leader Team by Project 1  | 16   | +0:00,241     |           |
| 3                  | 1         | 10 | Ben Barker           | MOMO Megatron Team PARTRAX       | 16   | +0:00,912     |           |
| 4                  | 1         | 14 | Christian Engelhart  | MRS GT-Racing                    | 16   | +0:02,028     |           |
| 5                  | Bez zmian | 5  | Michael Ammermüller  | Lechner Racing Middle East       | 16   | +0:02,475     |           |
| 6                  | Bez zmian | 23 | Alex Riberas         | The Heart of Racing by Lechner   | 16   | +0:03,019     |           |
| 7                  | 1         | 2  | Connor De Phillippi  | Verva Lechner Racing Team        | 16   | +0:06,621     |           |
| 8                  | 1         | 16 | Matteo Cairoli       | Market Leader Team by Project 1  | 16   | +0:07,185     |           |
| 9                  | 2         | 1  | Kuba Giermaziak      | Verva Lechner Racing Team        | 16   | +0:07,767     |           |
| 10                 | 1         | 4  | Sven Müller          | Lechner Racing Middle East       | 16   | +0:09,118     |           |
| 11                 | 1         | 6  | Philipp Frommenwiler | Fach Auto Tech                   | 16   | +0:10,736     |           |
| 12                 | 3         | 22 | Côme Ledogar         | Martinet by Alméras              | 16   | +0:11,480     |           |
| 13                 | 1         | 11 | Sam Power            | MOMO Megatron Team PARTRAX       | 16   | +0:11,997     |           |
| 14                 | 1         | 24 | Jeffrey Schmidt      | The Heart of Racing by Lechner   | 16   | +0:13,074     |           |
| 15                 | 1         | 15 | Richard Goddard      | MRS GT-Racing                    | 16   | +0:16,543     |           |
| 16                 | 3         | 12 | Cameron Twynham      | MOMO Megatron Team PARTRAX       | 16   | +0:17,332     |           |
| 17                 | 6         | 20 | Pierre Piron         | Speed Lover & Allure             | 16   | +0:23,493     |           |
| 18                 | 4         | 32 | Maximilian Werndl    | Team Project 1–Mercedes          | 16   | +0:23,636     |           |
| 19                 | 6         | 18 | Jean Glorieux        | Speed Lover & Allure             | 16   | +0:24,270     |           |
| 20                 | 4         | 21 | Glauco Solieri       | Martinet by Alméras              | 16   | +0:25,169     |           |
| 21                 | 4         | 33 | Alexander Toril      | Market Leader Team by Project 1  | 12   | DNF           |           |
|                    |           | 25 | Carlos Rivas         | Speed Lover & Allure             | 6    | +10 okr.      |           |
|                    |           | 9  | Chris Bauer          | Förch Racing by Lukas Motorsport | 6    | +10 okr.      |           |
|                    |           | 8  | Patrick Eisemann     | Förch Racing by Lukas MS         | 6    | +10 okr.      |           |
|                    |           | 19 | Robert Lukas         | Förch Racing by Lukas Motorsport | 0    | +16 okr.      |           |
| Niezakwalifikowani |           |    |                      |                                  |      |               |           |
|                    |           | 34 | Roger Grouwels       | Speed Lover & Allure             |      |               |           |
|                    |           | 3  | Michael Avenatti     | Verva Lechner Racing Team        |      |               |           |
| P                  | + / –     | Nr | Kierowca             | Konstruktor                      | Okr. | Czas / Strata | Komentarz |

### Najszybsze okrążenie
Źródło: porsche.com
| Nr | Kierowca            | Konstruktor   | Czas     | Okr. |
| -- | ------------------- | ------------- | -------- | ---- |
| 14 | Christian Engelhart | MRS GT-Racing | 1:37,544 | 6    |

## Klasyfikacja po zakończeniu wyścigu

### Kierowcy
Zostali wliczeni kierowcy jadący gościnnie.
| P                 | +/− | Kierowca             | Starty | Punkty | P1 | P2 | P3 | PP | NO | NS |
| ----------------- | --- | -------------------- | ------ | ------ | -- | -- | -- | -- | -- | -- |
| 1                 | 0   | Michael Ammermüller  | 2      | 32     | 1  | –  | –  | 1  | 1  | –  |
| 2                 | +2  | Philipp Eng          | 2      | 32     | –  | 1  | –  | –  | –  | –  |
| 3                 | 0   | Christian Engelhart  | 2      | 30     | –  | –  | 1  | –  | 1  | –  |
| 4                 | −2  | Kuba Giermaziak      | 2      | 25     | –  | 1  | –  | –  | –  | –  |
| 5                 | +4  | Ben Barker           | 2      | 23     | –  | –  | 1  | –  | –  | –  |
| 6                 | −1  | Alex Riberas         | 2      | 22     | –  | –  | –  | –  | –  | –  |
| 7                 | 0   | Jaap van Lagen       | 1      | 20     | 1  | –  | –  | 1  | –  | –  |
| 8                 | −2  | Côme Ledogar         | 2      | 14     | –  | –  | –  | –  | –  | –  |
| 9                 | +2  | Connor De Phillippi  | 2      | 14     | –  | –  | –  | –  | –  | –  |
| 10                | −2  | Jeffrey Schmidt      | 2      | 10     | –  | –  | –  | –  | –  | –  |
| 11                | +3  | Matteo Cairoli       | 2      | 10     | –  | –  | –  | –  | –  | –  |
| 12                | −5  | Robert Lukas         | 2      | 9      | –  | –  | –  | –  | –  | 1  |
| 13                | 0   | Sam Power            | 2      | 9      | –  | –  | –  | –  | –  | –  |
| 14                | −1  | Philipp Frommenwiler | 2      | 8      | –  | –  | –  | –  | –  | –  |
| 15                | +8  | Sven Müller          | 2      | 6      | –  | –  | –  | –  | –  | 1  |
| 16                | −4  | Cameron Twynham      | 2      | 4      | –  | –  | –  | –  | –  | –  |
| 17                | −2  | Richard Goddard      | 2      | 2      | –  | –  | –  | –  | –  | –  |
| 18                | −2  | Pierre Piron         | 2      | 0      | –  | –  | –  | –  | –  | –  |
| 19                | +1  | Jean Glorieux        | 2      | 0      | –  | –  | –  | –  | –  | –  |
| 20                | −3  | Chris Bauer          | 2      | 0      | –  | –  | –  | –  | –  | 1  |
| 21                | 0   | Glauco Solieri       | 2      | 0      | –  | –  | –  | –  | –  | –  |
| 22                | −4  | Carlos Rivas         | 2      | 0      | –  | –  | –  | –  | –  | 1  |
| 23                | 0   | Alexander Toril      | 2      | 0      | –  | –  | –  | –  | –  | –  |
| 24                | −5  | Simon Trummer        | 1      | 0      | –  | –  | –  | –  | –  | –  |
| 25                | −3  | Michael Avenatti     | 1      | 0      | –  | –  | –  | –  | –  | –  |
| 26                | −2  | Patrick Eisemann     | 2      | 0      | –  | –  | –  | –  | –  | 2  |
| Niesklasyfikowani |     |                      |        |        |    |    |    |    |    |    |
|                   |     | Maximilian Werndl    | 2      | -      | –  | –  | –  | –  | –  | –  |
|                   |     | Alexander Toril      | 1      | -      | –  | –  | –  | –  | –  | –  |
|                   |     | Roar Lindland        | 1      | –      | –  | –  | –  | –  | –  | –  |
|                   |     | Joffrey De Narda     | 1      | –      | –  | –  | –  | –  | –  | –  |
|                   |     | Roger Grouwels       | –      | –      | –  | –  | –  | –  | –  | –  |
| P                 | +/− | Kierowca             | Starty | Punkty | P1 | P2 | P3 | PP | NO | NS |

### Konstruktorzy
| P  | +/− | Konstruktor                      | Starty | Punkty | P1 | P2 | P3 | PP | NO | NS |
| -- | --- | -------------------------------- | ------ | ------ | -- | -- | -- | -- | -- | -- |
| 1  | +4  | Market Leader Team by Project 1  | 5      | 43     | –  | 1  | –  | –  | –  | –  |
| 2  | −1  | Verva Lechner Racing Team        | 7      | 40     | –  | 1  | –  | –  | –  | –  |
| 3  | −1  | Lechner Racing Middle East       | 4      | 38     | 1  | –  | –  | 1  | 1  | 1  |
| 4  | 0   | MRS GT-Racing                    | 4      | 34     | –  | –  | 1  | –  | 1  | –  |
| 5  | −2  | The Heart of Racing by Lechner   | 4      | 33     | –  | –  | –  | –  | –  | –  |
| 6  | +3  | Fach Auto Tech                   | 4      | 29     | 1  | –  | –  | 1  | –  | –  |
| 7  | −1  | MOMO Megatron Team PARTRAX       | 6      | 29     | –  | –  | 1  | –  | –  | –  |
| 8  | −1  | Martinet by Alméras              | 4      | 14     | –  | –  | –  | –  | –  | –  |
| 9  | −1  | Förch Racing by Lukas Motorsport | 6      | 9      | –  | –  | –  | –  | –  | 4  |
| 10 | 0   | Speed Lover & Allure             | 6      | 1      | –  | –  | –  | –  | –  | 1  |
| P  | +/− | Konstruktor                      | Starty | Punkty | P1 | P2 | P3 | PP | NO | NS |